# 157-й меридіан східної довготи
157-й меридіан східної довготи — лінія довготи, що лежить на 157 градусів східніше Гринвіцького меридіана. Вона проходить від Північного полюса через Північний Льодовитий океан, Азію, Тихий океан, Австралазію, Південний океан та Антарктиду до Південного полюса.
157-й меридіан східної довготи формує велике коло разом із 23-тім меридіаном західної довготи.

## Список географічних об'єктів, що перетинає 157° сх. д.
Починаючи на Північному полюсі та рухаючись до Південного полюса, 157-й меридіан східної довготи проходить через:
| Координати                                                   | Країна, територія або море | Примітки                                                                  |
| ------------------------------------------------------------ | -------------------------- | ------------------------------------------------------------------------- |
| 90°0′ пн. ш. 157°0′ сх. д. / 90.000° пн. ш. 157.000° сх. д.  | Північний Льодовитий океан | Проходить східніше острова Генрієтти, Росія                               |
| 77°2′ пн. ш. 157°0′ сх. д. / 77.033° пн. ш. 157.000° сх. д.  | Східносибірське море       |                                                                           |
| 71°5′ пн. ш. 157°0′ сх. д. / 71.083° пн. ш. 157.000° сх. д.  | Росія                      |                                                                           |
| 61°35′ пн. ш. 157°0′ сх. д. / 61.583° пн. ш. 157.000° сх. д. | Охотське море              | Затока Шеліхова                                                           |
| 57°51′ пн. ш. 157°0′ сх. д. / 57.850° пн. ш. 157.000° сх. д. | Росія                      | Проходить через Камчатський півострів                                     |
| 51°5′ пн. ш. 157°0′ сх. д. / 51.083° пн. ш. 157.000° сх. д.  | Тихий океан                |                                                                           |
| 4°42′ пд. ш. 157°0′ сх. д. / 4.700° пд. ш. 157.000° сх. д.   | Папуа Нова Гвінея          | Проходить через атол Такуу[en]                                            |
| 4°48′ пд. ш. 157°0′ сх. д. / 4.800° пд. ш. 157.000° сх. д.   | Тихий океан                |                                                                           |
| 6°53′ пд. ш. 157°0′ сх. д. / 6.883° пд. ш. 157.000° сх. д.   | Соломонові Острови         | Проходить через острів Шуазель                                            |
| 7°16′ пд. ш. 157°0′ сх. д. / 7.267° пд. ш. 157.000° сх. д.   | Протока Нью-Джорджія[en]   |                                                                           |
| 7°52′ пд. ш. 157°0′ сх. д. / 7.867° пд. ш. 157.000° сх. д.   | Соломонові Острови         | Проходить через острів Коломбангара                                       |
| 8°6′ пд. ш. 157°0′ сх. д. / 8.100° пд. ш. 157.000° сх. д.    | Соломонове море            | Проходить західніше острова Вонавона[en], Соломонові Острови              |
| 11°47′ пд. ш. 157°0′ сх. д. / 11.783° пд. ш. 157.000° сх. д. | Коралове море              |                                                                           |
| 29°57′ пд. ш. 157°0′ сх. д. / 29.950° пд. ш. 157.000° сх. д. | Тихий океан                |                                                                           |
| 60°0′ пд. ш. 157°0′ сх. д. / 60.000° пд. ш. 157.000° сх. д.  | Південний океан            |                                                                           |
| 69°12′ пд. ш. 157°0′ сх. д. / 69.200° пд. ш. 157.000° сх. д. | Антарктида                 | Проходить через Австралійську антарктичну територію (претендує Австралія) |